# Бањарола (Форли-Чезена)
Бањарола (итал. Bagnarola) је насеље у Италији у округу Форли-Чезена, региону Емилија-Ромања.
Према процени из 2011. у насељу је живело 1599 становника. Насеље се налази на надморској висини од 13 м.